# (5920) 1992 SX17
(5920) 1992 SX17 es un asteroide perteneciente al cinturón de asteroides, región del sistema solar que se encuentra entre las órbitas de Marte y Júpiter, descubierto el 30 de septiembre de 1992 por Henry E. Holt desde el Observatorio del Monte Palomar, Estados Unidos.

## Designación y nombre
Designado provisionalmente como 1992 SX17. 

## Características orbitales
1992 SX17 está situado a una distancia media del Sol de 3,132 ua, pudiendo alejarse hasta 3,520 ua y acercarse hasta 2,744 ua. Su excentricidad es 0,123 y la inclinación orbital 19,38 grados. Emplea 2025,35 días en completar una órbita alrededor del Sol.

## Características físicas
La magnitud absoluta de 1992 SX17 es 11. Tiene 16,514 km de diámetro y su albedo se estima en 0,283. 